# Can Garí
Can Garí del Cros és un edifici modernista d'Argentona (Maresme) declarat bé cultural d'interès nacional.

## Història i descripció
Va ser projectat per l'arquitecte Josep Puig i Cadafalch a l'emplaçament d'una antiga masia propietat del banquer Josep Garí i Cañas, i es va acabar el 1899 després de nou mesos d'obres. Adopta les característiques d'un gran casal fortificat amb una torre quadrangular adossada i unes torratxes circulars als flancs, amb espitlleres, pròpies tant d'estructures arquitectòniques de caràcter militar com també d'edificis rurals aïllats, elements que permetien una millor defensa en temps d'inseguretat. La finca queda envoltada per una mena de recinte emmurallat. Una galeria superior recorre les façanes sota la línia de teulada, aquesta, a quatre vessants, és coberta per teules de ceràmica vidriada, detall que dona idea de la importància que en aquest moment tingueren les arts aplicades de la mateixa manera que ho fan els acabament de ferro forjat de les teulades de la torre i de les torratxes, de tal manera que tenim agermanats els elements propis del gust de l'època industrial, les arts aplicades, i la temàtica historicista, que es palesa pel revival del món medieval.
L'accés es fa a través d'un porxo que té al damunt una galeria o loggia, propers a l'estil gòtic flamíger. La casa és centrada per un pati amb escala al descobert fins al primer pis. A l'interior, Puig i Cadafalch s'encarregà de dissenyar personalment tots els elements del mobiliari i els ornamentals: l'escala, els arrambadors, l'embigat, la xemeneia, els llums, etc., i fins i tot l'ornamentació escultòrica de les columnes on, entre motius heràldics o florals, hom pot descobrir caricatures com les de Sagasta o Romero Robledo, personatges rellevants de la política del moment.
Dins l'extensa propietat, l'arquitecte paisatgista Nicolau Maria Rubió i Tudurí va dissenyar un ampli jardí que completava el treball de remodelació de la finca que Puig i Cadafalch hi realitzà entre 1898 i 1900. Combinava espais naturals amb la distribució de zones arbòries, principalment pins; el traçat de camins, de terrasses esglaonades fetes en maó vist, de pèrgoles (algunes recorden el treball que estava portant a terme en el Parc de Montjuïc) i assenyalant punts de vista que s'obren a àmplies perspectives. També hi ha escultures que li donen una mesura més humana al conjunt. Hi ha un estany amb un templet de cristall de Baccarat amb una escultura d'Hermes, procedent de Ca n'Altimira, quan el seu propietari, Josep Altimira i Reniu, tenia dificultats econòmiques i la hi va vendre a Josep Garí, juntament amb quatre escultures de Vallmitjana. L'obra de jardineria va ser continuada per l'arquitecte Lluís Bonet i Garí, amb qui compartiren un mateix ideari vinculat al període del Noucentisme.
El 1929, Bonet i Garí projectà la masoveria, destinada a les feines agrícoles i a habitatge. El nou edifici prengué cert caràcter senyorial, tant per les dimensions com pel tractament acurat dels materials emprats. Per tant, es poden trobar teules vidrades en la coberta a dues aigües, un treball molt curós en la maçoneria que envolta les obertures o en els arcs de descàrrega, però al mateix temps també prengué referents de l'arquitectura de les masies. Tot el conjunt pren la volumetria d'una masia i introduí la galeria arquejada. També es pot veure l'ús de l'esgrafiat en una figura de sant Cristòfol que corona una de les portes d'entrada destinada a la maquinària. En les cantoneres figura un encoixinat, i tot el parament és estucat. Destaca una tribuna en cantonera que li atorga un caràcter de distinció. El mateix arquitecte construí la capella del Cros.
El conjunt ha estat recentment restaurat i es pot contemplar actualment com una de les més esplèndides cases modernistes del Maresme. Fora de la finca, i actualment separat per l'autopista, al mig d'un polígon industrial, hi ha la torre del Cros, una torre d'aigua per a la finca, també obra de Puig i Cadafalch.

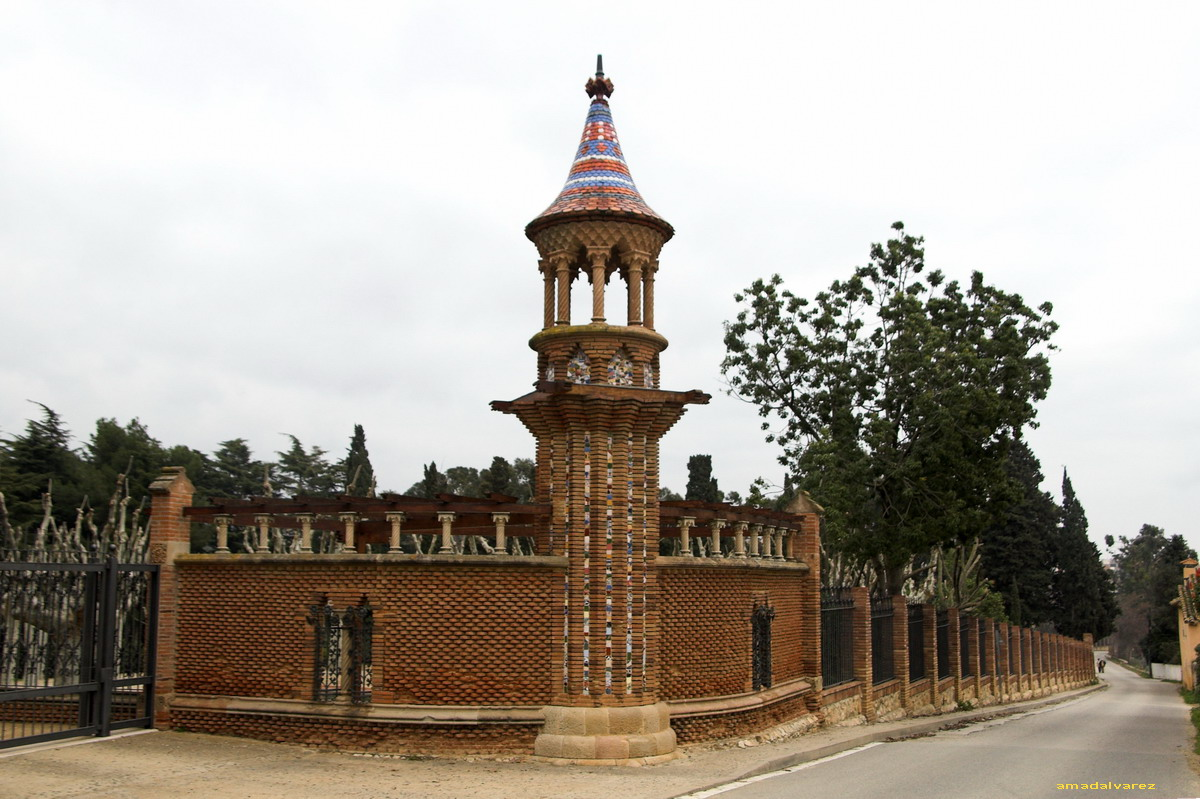
Tanca d'accés principal
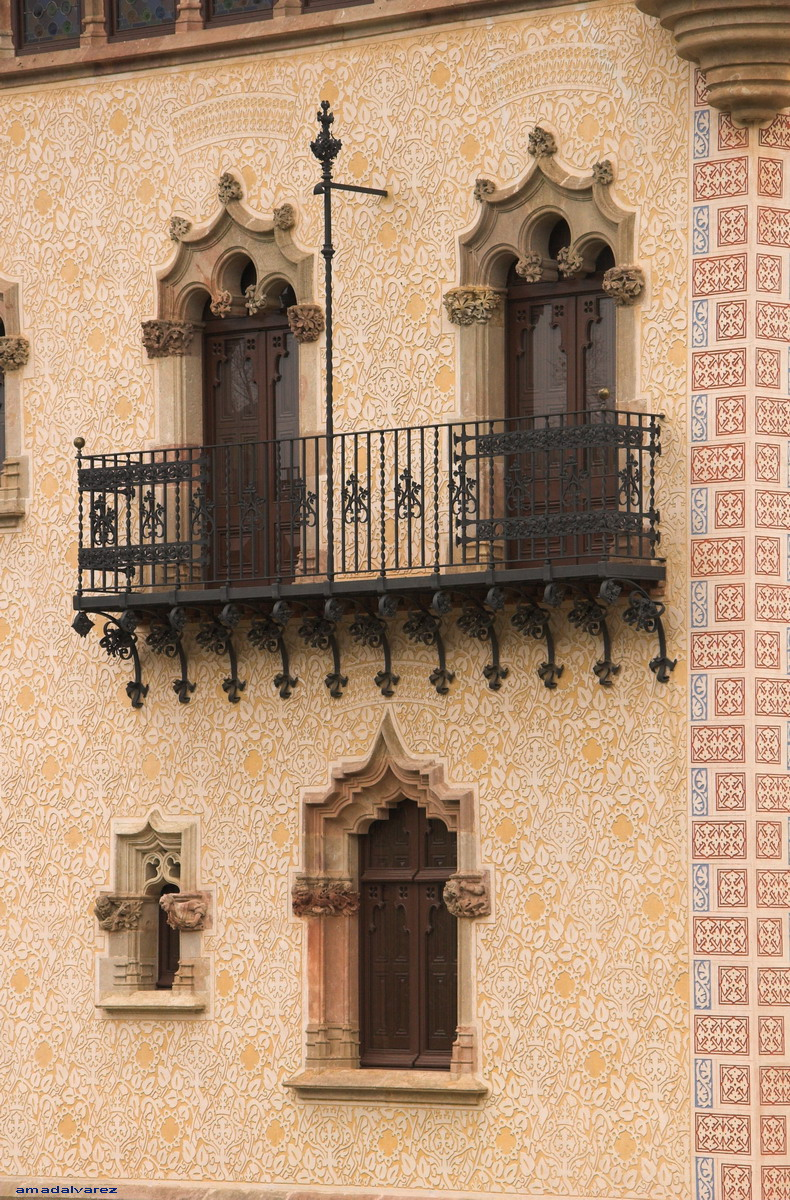
Finestres canopials
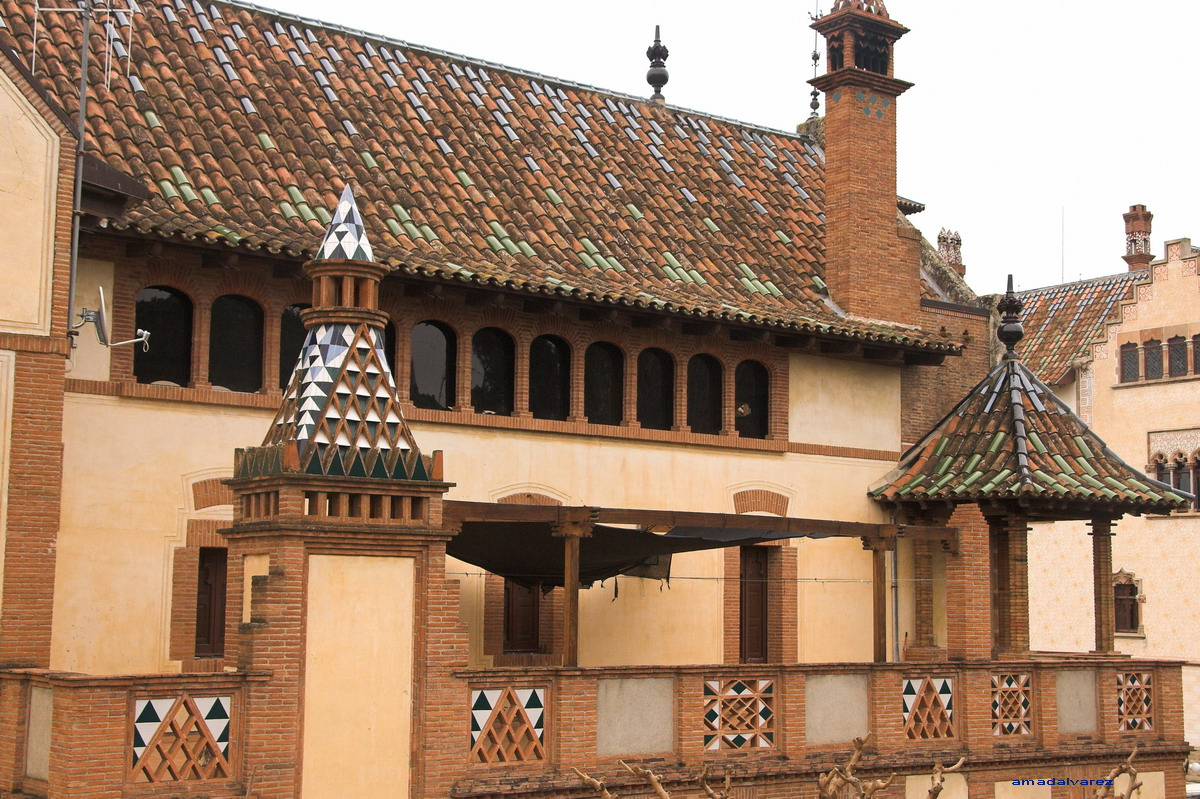
Edifici annex
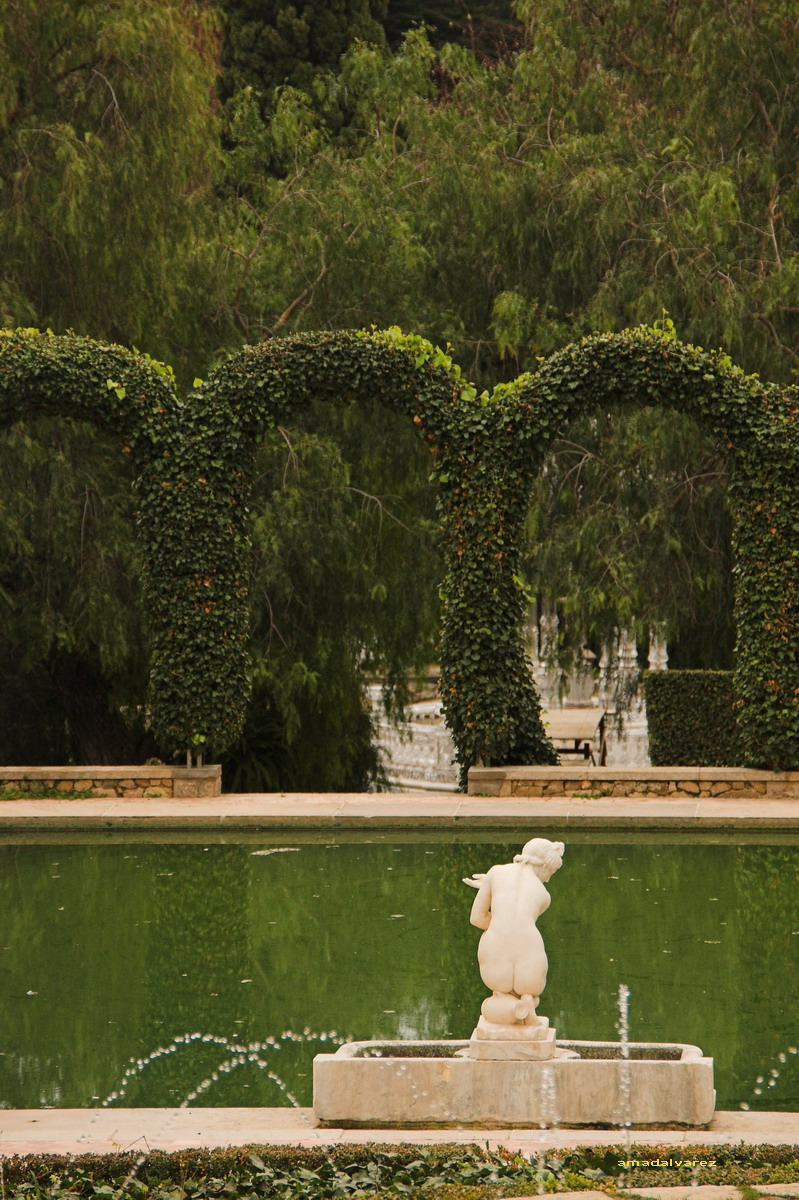
Estany interior
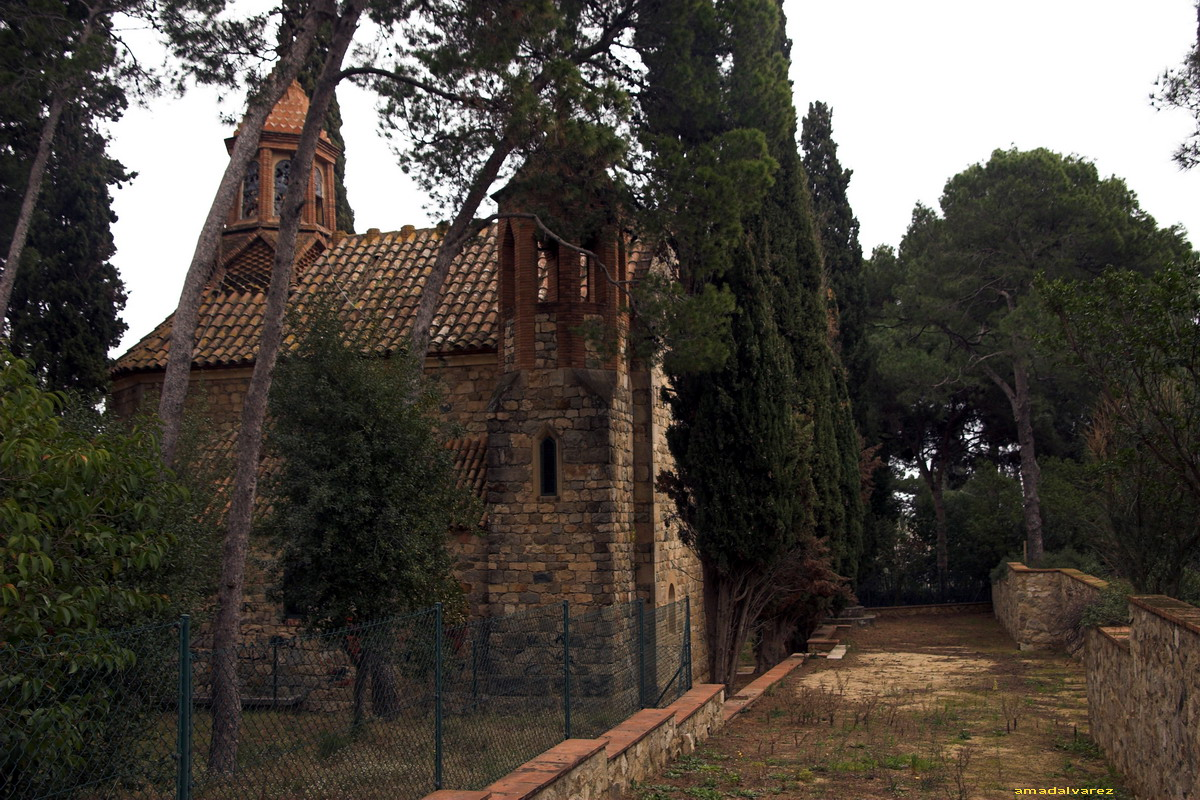
Ermita neoromànica a dins de la finca
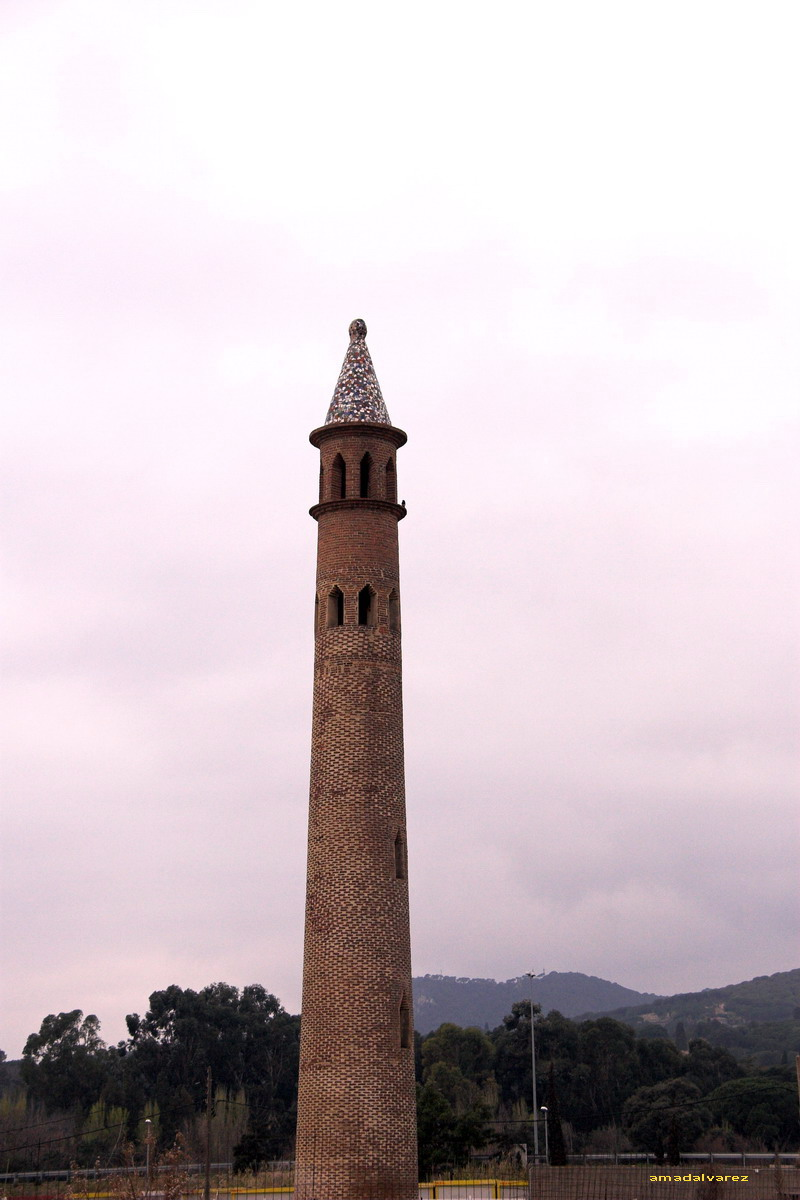
Torre d'aigua del Cros